# 蒼莉奈
蒼莉奈（あおい りな、2000年10月21日 - ）は、日本のシンガーソングライター。大阪府吹田市出身。

## 来歴
中学２年生の誕生日にギターを買ってもらい、弾き語りの生配信を始める。
16歳（高校１年生）のとき、初めてのオリジナル曲「本当のバカだ。」を制作。Twitterで公開したところ、2万8千以上のいいねを記録する。
高校２年生からライブ活動を開始。
高校３年生となった2018年11月には大阪中之島中央公会堂でのORB Premium Liveに最年少出演。
2019年2月にはAbemaTV『日村がゆく』に出演し、自作曲「おっちゃん」を披露。出演者から数々の絶賛を浴びた。
高校卒業後、2019年7月にファーストアルバム『はじまり』を発売してデビュー。公式ホームページのオンライン販売が発売日からわずか１日で品切れを起こす。
同月発売の配信シングル「太陽YELL!!」は、2019年の全国高校野球大阪大会・兵庫大会J:COM生中継番組テーマソングに起用された。2020年にも全国高校野球大阪・兵庫・京都大会のJ:COM生中継番組テーマソングに起用されている。
2021年8月、YouTubeで五輪真弓「心の友」のカバー動画が900万回再生を突破。
2021年8月、YouTubeの登録者数が20万人を突破。

## 人物
- ギターを始めるきっかけとなったのは、中学１年生のとき、親戚に連れていってもらったゆずのライブ。ギターを弾きながら歌う姿に感動し、次の誕生日にギターを買ってもらった。学生時代によく聴いていたのは、ゆずの「いつか」。

- 高校時代に開設していたTwitterでは、毎日カバー曲やオリジナル曲をアップし、フォロワー９万人以上を集める人気ぶりであった。

- AbemaTV『日村がゆく』の出演時、「高校の先生から『華がないから、プロにはなれない』と言われたが、逆に燃えている」というエピソードを披露している。

- 特技は、フィギュアスケート。

- 自身のYouTubeチャンネルでは、カバー曲・オリジナル曲公開の他、ラジオ風配信、ライブ配信などを精力的に行っている。

## ディスコグラフィー

### シングル

#### デジタルシングル
| 発売日    | タイトル   |
| --------- | ---------- |
| 2019/7/13 | 太陽YELL!! |

| 発売日   | タイトル     |
| -------- | ------------ |
| 2021/8/8 | Clover Diary |

### アルバム

#### オリジナルアルバム
|     | 発売日   | タイトル |
| --- | -------- | -------- |
| 1st | 2019/7/7 | はじまり |

### タイアップ
| 楽曲       | タイアップ                                                    |
| ---------- | ------------------------------------------------------------- |
| 太陽YELL!! | 全国高校野球大阪・兵庫・京都大会のJ:COM生中継番組テーマソング |